# 2020年诺贝尔和平奖
2020年诺贝尔和平奖获奖者为世界粮食计划署，由挪威诺贝尔委员会于欧洲中部夏令时间10月9日星期五11:00宣布授予。

## 候选人
2020年诺贝尔和平奖共有318名候选人（211名提名个人和107个提名组织），这是该奖项提名历史上这是候选人数量排名第四多的一年。然而，直到50年前，挪威诺贝尔委员会还不会透露提名者或被提名者的姓名。在任何国家，相关学术领域的正教授和国家级政治人物均可提出候选人，并且无需任何邀请即可提交提名；有时，提名人会将他们的提议公开，但委员会不会核实该提名的具体信息。

## 诺贝尔委员会
挪威贝尔委员会负责审查从2019年9月到2020年2月1日的提名候选人并最终选择获奖者，挪威诺贝尔委员会在2020年在任的挪威议员名单如下：
- 贝里特·赖斯·安德森（委员会主席，1954年出生），是一名辩护律师，并为挪威律师协会主席，曾任司法和警察部长国务秘书（代表工党）。自2012年起担任挪威诺贝尔委员会委员，并于2018年至2023年期间连任。
- 亨里克·塞瑟（委员会副主席，1966年出生），担任奥斯陆和平研究所研究教授。自2015年起担任挪威诺贝尔委员会委员，任期为2015年－2020年。
- 索比昂·贾格兰（生于1950年），曾任挪威议会议员，议会主席，前工党首相，现任欧洲委员会秘书长。 自2009年至2015年，担任挪威诺贝尔委员会主席，现为普通会员。自2009年以来担任委员会成员，并于2015年－2020年期间连任。
- 安妮·恩格（生于1949年），曾任挪威中间党领导人和文化部长。担任委员会成员的任期为2018–2020年。
- 阿什勒·脱耶（生于1974年），外交政策学者。担任委员会成员的任期为2018年－2023年。